# Paracymus elegans
Espèce
Synonymes
Creniphilus elegans Fall, 1901
Paracymus elegans est une espèce d'insectes coléoptères de la famille des Hydrophilidae, de la sous-famille des Hydrophilinae et de la tribu des Anacaenini. Elle est trouvée dans le sud de la Californie.